# Wilhelm Bogusławski
Wilhelm Józef Bogusławski (* 1825 in Lachowce, heute Bilohirja, Ukraine; † 11. Dezember 1901 in Żytomierz, heute Schytomyr, Ukraine) war ein polnischer Jurist, Historiker und Freund der Sorben.
Bogusławski veröffentlichte 1884 in Bautzen das Buch Historija serbskeho naroda („Geschichte des sorbischen Volkes“). Mitautor war der sorbische Geistliche Michał Hórnik.

## Werke
- Historija serbskeho naroda. Hórnik, Bautzen 1884.